# Крапчатая дистрофия роговицы
Крапчатая дистрофия роговицы (англ. fleck corneal dystrophy; FCD; Francois-Neetens speckled corneal dystrophy), дистрофия роговицы Франсуа - редкая форма дистрофии роговой оболочки человеческого глаза. Вызывается мутациями гена PIP5K3. В строме роговицы отмечаются маленькие мутные крапинки. Болезнь не прогрессирует, в большинстве случаев протекает бессимптомно, иногда отмечается лёгкая светобоязнь. В одном случае потребовалась пересадка роговицы из-за кератоконуса, и через 10 лет после трансплантации строма всё еще оставалась чистой, без характерных включений.